# Yohann Diniz
{{Prestazione|20 km|1h17'02"
 
Yohann Diniz (Épernay, 1º gennaio 1978) è un marciatore francese.

## Biografia
Ai campionati europei di Zurigo 2014 si laurea per la terza volta consecutiva campione europeo di marcia 50 km, stabilendo il nuovo record mondiale della specialità con il tempo di 3h32'33".
Partecipa ai 50 km di marcia dei Giochi olimpici di Rio de Janeiro 2016: inizia la gara andando subito in testa alla corsa, ma dopo qualche km accusa dei problemi intestinali che riesce a superare restando davanti a tutti. Dopo aver accumulato più di un minuto di vantaggio sugli immediati inseguitori, al 31º km Diniz cede completamente, appoggiandosi a una transenna e fermando la propria corsa; il francese ricomincia a correre solo quando è raggiunto dal canadese Evan Dunfee, momentaneamente secondo.
Dopo alcuni minuti, Diniz perde prima contatto da Dunfee, lasciandolo solo al comando della corsa, quindi è raggiunto anche dal resto degli inseguitori: quando sembra essere tornato sul suo passo, Diniz crolla definitivamente accasciandosi al suolo. È presto soccorso dagli addetti, quindi riprende a correre a stento, scivolando al settimo posto; ferma la propria corsa in almeno altre tre occasioni, arrivando al traguardo stravolto dopo 3 ore 46 minuti e 43 secondi e in ottava posizione.

## Palmarès
| Anno | Manifestazione  | Sede           | Evento       | Risultato | Prestazione | Note                                     |
| ---- | --------------- | -------------- | ------------ | --------- | ----------- | ---------------------------------------- |
| 2006 | Europei         | Göteborg       | Marcia 50 km | Oro       | 3h41'39"    | Miglior prestazione personale            |
| 2007 | Mondiali        | Osaka          | Marcia 50 km | Argento   | 3h44'22"    | Miglior prestazione personale stagionale |
| 2008 | Giochi olimpici | Pechino        | Marcia 50 km | dnf       | dnf         |                                          |
| 2009 | Mondiali        | Berlino        | Marcia 50 km | 11º       | 3h49'03"    |                                          |
| 2010 | Europei         | Barcellona     | Marcia 50 km | Oro       | 3h40'37"    |                                          |
| 2011 | Mondiali        | Taegu          | Marcia 50 km | dq        | dq          |                                          |
| 2012 | Giochi olimpici | Londra         | Marcia 50 km | dq        | dq          |                                          |
| 2013 | Mondiali        | Mosca          | Marcia 50 km | 10º       | 3h45'18"    |                                          |
| 2014 | Europei         | Zurigo         | Marcia 50 km | Oro       | 3h32'33"    | Record mondiale                          |
| 2016 | Giochi olimpici | Rio de Janeiro | Marcia 50 km | 8º        | 3h46'43"    |                                          |
| 2017 | Mondiali        | Londra         | Marcia 50 km | Oro       | 3h33'12"    | Record dei campionati                    |
| 2019 | Mondiali        | Doha           | Marcia 50 km | dnf       | dnf         |                                          |
| 2021 | Giochi olimpici | Tokyo          | Marcia 50 km | dnf       | dnf         |                                          |